# Hargs kyrka
Hargs kyrka är en kyrkobyggnad i Harg i Uppsala stift och tillhör Frösåkers församling. Fram till 2006 hörde kyrkan till Hargs församling som sedan uppgick i Frösåkers församling. Kyrkan ligger på kronomark i socknens norra del, i det som på 1600-talet blev Hargs bruk.

## Kyrkobyggnaden
Den nuvarande kyrkan är till största delen byggd av gråsten och putsad. Långhuset och den polygonala kordelen täcks av ett mansardtak. En vidbyggd sakristia finns i norr och i väster finns kyrktornet med låg pyramidformad huv. Kyrkans huvudingång går genom tornet. I kyrkan finns kalkmålningar från 1514. Här märks bland annat en av landets mest välbevarade bilder av lokalhelgonet S:ta Kakwkylla.
En tidigare träkyrka förmodas ha uppförts under 1200-talet på samma plats där nuvarande kyrka ligger. Sakristian antas ha tillhört den tidigare träkyrkan. Kyrkans nuvarande långhus utgjorde hela den medeltida kyrkan. Nuvarande kor och torn tillkom under senare hälften av 1700-talet. I samband med tornbygget 1782 revs det medeltida vapenhuset. 1803 fick taket sin nuvarande form. 1904 restaurerades kyrkans interiör enligt tidens idéer om medeltida stil, under ledning av arkitekt C A Ekholm. Vid 1953 års restaurering, som utfördes av arkitekt Ärland Noréen, återfick kyrkans inredning sin 1700-talskaraktär och valvens ursprungliga kalkmålningar togs fram på nytt.

## Inventarier[1]
- Vid norra väggen hänger triumfkrucifixet som är från 1300-talet och har suttit i den allra äldsta kyrkan på platsen. Den är kyrkans äldsta inventarie.
- Ett processionskrucifix som också är från 1300-talet.
- Ett madonnaskåp som är ett uppländskt arbete från ca år 1500.
- Ljuskronorna i långhuset och koret är gåvor från 1600- och 1700-talen.
- Altaruppsats och predikstol är från 1752.
- Själva altaret skänktes 1758/1759 av krigsrådet och landshövdingen Erik Åkesson Oxenstierna (1684-1760) af Eka och Lindå och dennes hustru Anna Magdalena Bonde.
- 1905 byggdes en orgel med 10 stämmor fördelade på två manualer av E. A. Setterquist & Son, Örebro.